# Canchim carinatus
Canchim carinatus är en stekelart som beskrevs av Barbalho och Penteado-dias 1999. Canchim carinatus ingår i släktet Canchim och familjen bracksteklar. Inga underarter finns listade.